# Hearts (álbum)
Hearts é o quinto álbum de estúdio da banda norte-americana de folk rock, America, lançado pela Warner Bros. Records, em 1975, e produzido pelo lendário produtor dos Beatles, George Martin.
O álbum alcançou o 4º lugar na parada musical de álbuns da Billboard, nos Estados Unidos, e ganhou o disco de ouro da RIAA. Do álbum saíram três singles de sucesso: "Sister Golden Hair" (1º lugar na parada de singles da Billboard), "Daisy Jane" e "Woman Tonight".

## Faixas
| N.º | Título                    | Compositor(es)           | Duração |  |
| 1.  | "Daisy Jane"              | Gerry Beckley            | 3:07    |  |
| 2.  | "Half a Man"              | Dan Peek                 | 3:33    |  |
| 3.  | "Midnight"                | Dewey Bunnell, Beckley   | 2:41    |  |
| 4.  | "Bell Tree"               | Beckley                  | 2:32    |  |
| 5.  | "Old Virginia"            | Dan Peek, Catherine Peek | 3:28    |  |
| 6.  | "People in the Valley"    | Bunnell                  | 2:43    |  |
| 7.  | "Company"                 | Bunnell                  | 3:23    |  |
| 8.  | "Woman Tonight"           | Dan Peek                 | 2:19    |  |
| 9.  | "The Story of a Teenager" | Dan Peek, Beckley        | 3:19    |  |
| 10. | "Sister Golden Hair"      | Beckley                  | 3:16    |  |
| 11. | "Tomorrow"                | Dan Peek                 | 2:48    |  |
| 12. | "Seasons"                 | Bunnell                  | 3:00    |  |
| 13. | "Simple Life"             | Dan Peek                 |         |  |

PS.: A faixa "Simple Life" é uma faixa-bônus da versão japonesa do álbum.

## Singles
Do álbum Hearts saíram quatro singles, sendo eles:
- "Sister Golden Hair" / "Midnight"
- "Daisy Jane" / "Tomorrow"
- "Daisy Jane" / "Woman Tonight"
- "Woman Tonight" / "Bell Tree"

Outros singles foram lançados, mas foram restritos apenas à Espanha e ao Japão, sendo eles:
- "Con Tu Pelo Tan Dorado" / "Company" (Espanha)
- "Simple Life" (Japão)

PS: "Con Tu Pelo Tan Dorado" é uma versão de "Sister Golden Hair" traduzida para o idioma espanhol.

## Paradas musicais
Álbum
| Ano  | Parada                           | Posição |
| ---- | -------------------------------- | ------- |
| 1975 | Billboard 200 (América do Norte) | 4       |

Singles
| Ano  | Single                            | BB Pop | BB AC | CB | RW | RR |
| ---- | --------------------------------- | ------ | ----- | -- | -- | -- |
| 1975 | "Sister Golden Hair" / "Midnight" | 1      | 5     | 2  | 1  | 1  |
| 1975 | "Daisy Jane" / "Tomorrow"         | 20     | 4     | 27 | 23 | 9  |
| 1975 | "Woman Tonight" / "Bell Tree"     | 44     | 41    | 22 | 70 | –  |

- BB Pop – Billboard Pop / Hot 100 Singles Chart
- BB AC – Billboard Adult Contemporary Chart
- CB – Cash Box Singles Chart
- RW – Record World Singles Chart
- RR – Radio and Records Chart